# Montes Centrales Eslovacos
Los montes Centrales Eslovacos son un grupo de montañas pertenecientes a los Cárpatos Occidentales, en el centro-sur de Eslovaquia. La ciudad de Zvolen se considera el centro de estas montañas. Al suroeste se encuentra la llanura panónica.